# Župnija Šmartno ob Dreti
Župnija Šmartno ob Dreti je rimskokatoliška teritorialna župnija dekanije Gornji Grad škofije Celje.
Do 7. aprila 2006, ko je bila ustanovljena škofija Celje, je bila župnija del savinjsko-šaleškega naddekanata škofije Maribor.